# Joel Lowry
Joel Lowry (* 15. November 1991 in Calgary, Alberta) ist ein kanadischer Eishockeyspieler, der zuletzt bis zum Ende der Saison 2023/24 bei den Kassel Huskies in der DEL2 unter Vertrag gestanden und dort auf der Position des linken Flügelstürmers gespielt hat. Zuvor war Lowry unter anderem für die Iserlohn Roosters in der Deutschen Eishockey Liga (DEL) sowie die Vienna Capitals in der ICE Hockey League (ICEHL) aktiv.

## Karriere
Joel Lowry wurde bei den Calgary Buffaloes in seiner Heimatstadt und später bei den Victoria Grizzlies in der British Columbia Hockey League (BCHL) ausgebildet. Mit 84 Punkten war er dort in der Saison 2010/11 der zweiterfolgreichste Scorer, obwohl er wegen einer Verletzung zwei Monate lang aussetzen musste. Im NHL Entry Draft 2011 wurde er in der fünften Runde von den Los Angeles Kings ausgewählt. Anstatt ins Profigeschäft zu wechseln, entschied sich der Angreifer jedoch zunächst für ein Studium an der Cornell University. Zwischen 2011 und 2015 spielte er im College-Team, den Cornell Big Red, wo er wiederum zu den erfolgreichsten Scorern gehörte.
Im August 2015 erhielt er einen Entry Level Contract in Los Angeles, kam aber in den folgenden beiden Spielzeiten nie beim NHL-Franchise, sondern hauptsächlich bei den Ontario Reign, dem Farmteam der Kings in der American Hockey League (AHL), zum Einsatz. Nach fünf Treffern in seiner Rookiesaison kam Lowry in der Spielzeit 2016/17 nur noch auf ein Tor für Ontario. Im Oktober 2017 gaben ihn die Kings daher zu den Manchester Monarchs in die ECHL ab. Dort gelang es ihm, sich mit einer guten Punkteausbeute wieder für die AHL zu empfehlen. In der AHL absolvierte er eine Partie für die Utica Comets, bevor er zu den Springfield Thunderbirds kam, die ihn zur Saison 2018/19 fest verpflichteten. Nach einer 30-Punkte-Saison erhielt er im Jahr 2019 per Zwei-Wege-Vertrag von den Florida Panthers noch einmal die Chance auf die NHL, konnte diese aber erneut nicht nutzen.
Nachdem er zu Beginn der COVID-19-Pandemie vereinslos gewesen war, unterzeichnete Lowry im Januar 2021 einen Vertrag bei den Iserlohn Roosters in der Deutschen Eishockey Liga (DEL). Zur Saison 2021/22 wechselte er zu den Vienna Capitals in die ICE Hockey League, bevor er sich ein Jahr später den Kassel Huskies in der DEL2 anschloss. Im Sommer 2023 wurde sein Vertrag um ein weiteres Jahr verlängert.

## Karrierestatistik
Stand: Ende der Saison 2023/24
(Legende zur Spielerstatistik: Sp oder GP = absolvierte Spiele; T oder G = erzielte Tore; V oder A = erzielte Assists; Pkt oder Pts = erzielte Scorerpunkte; SM oder PIM = erhaltene Strafminuten; +/− = Plus/Minus-Bilanz; PP = erzielte Überzahltore; SH = erzielte Unterzahltore; GW = erzielte Siegtore; 1 Play-downs/Relegation; Kursiv: Statistik nicht vollständig)

## Familie
Joel Lowrys Vater Dave Lowry absolvierte als Spieler fast 1200 Partien in der National Hockey League und ist seit 2017 als Trainer tätig. Sein Bruder Adam Lowry ist ebenfalls professioneller Eishockeyspieler und debütierte im Jahr 2014 bei den Winnipeg Jets in der NHL.